# Lissonota tostada
Lissonota tostada là một loài tò vò trong họ Ichneumonidae.